# 溫楚斯山
8°28′29″S 77°44′55″W / 8.47472°S 77.74861°W
溫楚斯山（Winchus），是秘魯的山峰，位於該國北部安卡什大區，由科龍戈省的庫斯卡區負責管轄，屬於布蘭卡山脈的一部分，海拔高度4,200米。